# Амазис II

Амазис II (или Ахмосе II; умро 526. п. н. е.) је био египатски фараон, припадник Двадесетшесте египатске (саиске) династије. Владао је од 570. до 526. године п. н. е.

## Владавина
Податке о Амазисовом животу добијамо у делима Херодота. Према Херодоту, Амазис је био човек обичног рода. Најпре је служио у војсци фараона Априеса као генерал. Користећи се Априесовим неуспехом у борби против грчке колоније Кирене, Амазис подстрекава побуну. Априес га је послао да је угуши, али се Амазис прикључује побуњеницима који га проглашавају фараоном у Мемфису. Априес је заробљен и 567. године п. н. е. погубљен. Амазис се оженио његовом кћерком и тако очувао континуитет династије.
Амазис је водио хеленофилску политику и развијао трговину са Грцима. Наукратис је током Амазисове владавине израстао у моћни центар. Херодот наводи да је Египат стекао огромно богатство управо током владавине овог фараона. Низ плодних година довео је до наглог пораста броја становника. Остварио је и непосредну контролу над Кипром.
Године 567. п. н. е. вавилонски краљ Набукодоносор напада Египат. Амазис је успео да га одбије. Био је то последњи вавилонски покушај да освоје Египат. Након Набукодоносорове смрти, Вавилонско царство слаби. Истовремено се појављује нови, још опаснији противник, Кир Персијски. Кир је убио медијског краља Астијага и завладао његовим територијама. Заплашени наглим јачањем Персије, Лидија, Вавилон и Египат склапају одбрамбени савез. Кир је освојио обе египатске савезнице.
Кира је наследио посинак Камбиз. Према Херодотовој трећој књизи, Камбиз је наложио Амазису да му пошаље своју кћер. Амазис је преобукао другу девојку и послао је персијском цару. Девојка на крају није издржала и све признала Камбизу. Био је то повод за избијање рата између Персије и Египта. Амазис није доживео персијски напад. Умро је 526. године п. н. е. током Камбизових припрема за поход на Египат. Наследио га је син Псамтик III.